# HOT (ミサイル)
HOT（フランス語: Haut subsonique Optiquement Téléguidé, 光学誘導亜音速ミサイルの意）は、フランスと西ドイツが共同開発した対戦車ミサイル。誘導方式は光学照準による有線式の半自動指令照準線一致誘導方式（SACLOS）であり、チューブ式のランチャーから発射される。両国の合弁会社であるユーロミサイル社（現：MBDA社）によって開発・生産が行われている。

## 概要
1960年代から開発が開始され、1973年に試射が行われた。1978年より地上発射型の配備が開始され、1980年よりヘリコプター発射型の配備が開始されている。
初期型は「HOT1」と呼ばれ、弾頭を対装甲用のHEATから汎用目的も兼ねるHEAT-MPに変更した「HOT2」が1985年から運用されている。最新型は1993年から配備されている「HOT3」である。HOT3は爆発反応装甲対策にタンデム弾頭となっている。
HOTは、VAB装甲車などの装甲車両の他、ガゼルやタイガーのようなヘリコプターに連装または四連装チューブを介して搭載し、運用される。

## 運用国
- フランス
  - フランス陸軍 - 2023年時点で、ヘリコプター搭載型を保有[1]。
- レバノン
  - レバノン陸軍 - 2024年時点で、車載型（VAB装甲車）を保有[2]。
- モロッコ
  - モロッコ空軍 - 2024年時点で、ヘリコプター搭載型を保有[3]。
- カタール
  - カタール陸軍 - 2023年時点で、車載型（VAB VCAC HOT）を保有[4]。
  - カタール空軍 - 2023年時点で、ヘリコプター搭載型を保有[4]。